# Scimudin
Lo scimudin è un formaggio fresco a pasta molle, di breve maturazione (10 giorni), prodotto nell'alta Valtellina, intorno a Bormio, in Lombardia (eccellente quello di Semogo). Inizialmente ottenuto dal latte di capra, oggi è prodotto con latte vaccino. La salatura si effettua a secco o per salamoia leggera.
Le forme hanno diametro di 16-20 cm, con uno scalzo di 3-5 cm per un peso che si aggira intorno al 1,5 kg per forma. La crosta è sottile, morbida, di colore bianco e/o grigio. La pasta è morbida, untuosa, umida, di colore biancastro. L'occhiatura è rada, di dimensione fine e irregolarmente distribuita. Il sapore è leggermente amarognolo.